# بروس فيرتشايلد بارتون
بروس فيرتشايلد بارتون (بالإنجليزية: Bruce Fairchild Barton )‏ (و. 1886 – 1967 م) هو سياسي، ومؤلف، وكاتب، وكاتب مقالات، ورائد أعمال، ومشرع، وفاعل خير أمريكي، كان عضوًا في الحزب الجمهوري، توفي في نيويورك، عن عمر يناهز 81 عاماً.

## مناصب
تولى منصب عضو مجلس النواب الأمريكي.

## التعليم
تعلم في كلية أمهرست.